# Seiko Yamada
Seiko Yamada (jap. 山田 青子, Yamada Seiko; * 22. März 1978 in der Präfektur Toyama) ist eine japanische Badmintonspielerin.

## Karriere
Seiko Yamada nahm 2004 zusammen mit Shizuka Yamamoto im Damendoppel an den Olympischen Sommerspielen in Athen teil. Sie verlor dabei jedoch schon in Runde eins und wurde somit 17. in der Endabrechnung. 2000 und 2003 wurde sie japanische Meisterin im Doppel. 2003 gewann sie auch Bronze bei der Weltmeisterschaft im Damendoppel.

## Sportliche Erfolge
| Saison | Veranstaltung                         | Disziplin   | Platz | Name                             |
| ------ | ------------------------------------- | ----------- | ----- | -------------------------------- |
| 2000   | Japan: Einzelmeisterschaften          | Damendoppel | 1     | Shizuka Yamamoto / Seiko Yamada  |
| 2001   | Swiss Open                            | Damendoppel | 3     | Seiko Yamada / Shizuka Yamamoto  |
| 2001   | All England                           | Damendoppel | 3     | Seiko Yamada / Shizuka Yamamoto  |
| 2002   | China: Internationale Meisterschaften | Damendoppel | 5     | Seiko Yamada / Shizuka Yamamoto  |
| 2002   | Swiss Open                            | Damendoppel | 3     | Seiko Yamada / Shizuka Yamamoto  |
| 2002   | Asienspiele                           | Mixed       | 9     | Josemari Fujimoto / Seiko Yamada |
| 2003   | Weltmeisterschaft                     | Damendoppel | 3     | Seiko Yamada / Shizuka Yamamoto  |
| 2003   | Japan: Einzelmeisterschaften          | Damendoppel | 1     | Shizuka Yamamoto / Seiko Yamada  |
| 2007   | New Zealand Open                      | Damendoppel | 3     | Seiko Yamada / Yū Wakita         |